# Gunship
Gunship is een computerspel dat werd ontwikkeld en uitgebracht door MicroProse. Het spel kwam in 1986 uit voor de  Atari ST, Commodore 64 en DOS. Later volgden ook andere populaire homecomputers uit die tijd. In 1993 maakte U.S. Gold een versie voor de Sega Mega Drive. De speler bestuurt een AH-64A Apache. Het spel begint op een trainingskamp in de Verenigde Staten. Na het voltooien van een aantal oefeningen krijgt de speler de opdracht een missie te volbrengen. Het perspectief van het spel wordt getoond in de eerste persoon. Het spel speelt zich af in verschillende plekken van de wereld. Het spel kan worden bestuurd met het toetsenbord of de joystick.
In 1991 kwam het vervolg uit van dit spel genaamd Gunship 2000. Dit spel werd in 1999 opgevolgd door Gunship!.

## Ontwikkelteam
| Rol          | Naam                                             |
| ------------ | ------------------------------------------------ |
| Director     | Andy Hollis                                      |
| Ontwerper    | Arnold Hendrick, Andy Hollis                     |
| Ontwikkelaar | Andy Hollis, Sid Meier, Gregg Tavares            |
| Game artist  | Kimberly Disney, Michael O. Haire, Michele Mahan |
| Muziek       | Ken Lagace                                       |

## Platforms
| Jaar | Platform                      |
| ---- | ----------------------------- |
| 1986 | Atari ST, Commodore 64, DOS   |
| 1987 | Amstrad CPC, ZX Spectrum      |
| 1989 | Amiga, MSX 2, PC-98           |
| 1990 | FM Towns, PC-88, Sharp X68000 |

## Ontvangst
| Beoordeeld door                       | Jaar | Platform     | Score |
| ------------------------------------- | ---- | ------------ | ----- |
| All Game Guide                        | 1998 | Commodore 64 | 90%   |
| Amiga Format                          | 1989 | Amiga        | 87%   |
| Joker Verlag präsentiert: Sonderheft  | 1990 | Amiga        | 86%   |
| Power Play                            | 1989 | Amiga        | 85%   |
| ST Format                             | 1993 | Atari ST     | 81%   |
| The Games Machine (UK)                | 1988 | DOS          | 81%   |
| Amiga User International              | 1989 | Amiga        | 80%   |
| The Games Machine (UK)                | 1989 | Amiga        | 68%   |
| ACE (Advanced Computer Entertainment) | 1988 | Commodore 64 | 60%   |
| Computer Gaming World (CGW)           | 1991 | DOS          | 60%   |